# Tierpskolan

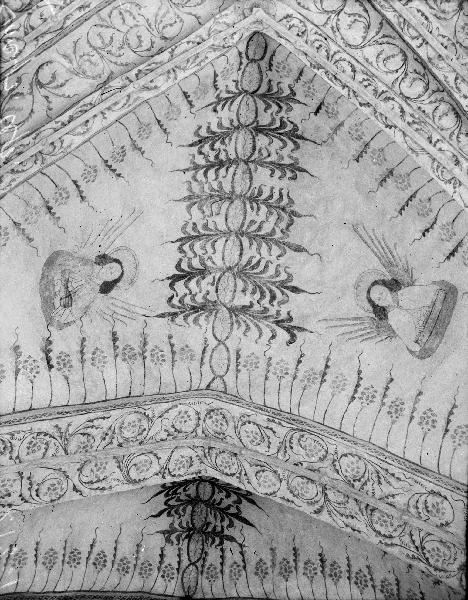
Ornament från Tierps kyrka

Tierpskolan var en stilriktning inom kyrkomåleri under andra halvan av 1400-talet i nord- och mellansverige samt med förgreningar till Finland. Utsmyckningen dominerades av ornamentik och ett kedjemotiv hör till de viktigaste motiven.
Målningarna i Tierps kyrka är framstående exempel på Tierpskolan. De flesta utfördes av Tierpsmästaren, en anonym målare som också tillskrivs delar av utsmyckningen i Håtuna respektive Husby-Långhundra kyrka. Till Tierpskolan räknas även målarna Andreas Eriksson, Eghil, Peter Henriksson, Peder Jönsson samt Edebomästaren.